# Branda Castiglioni

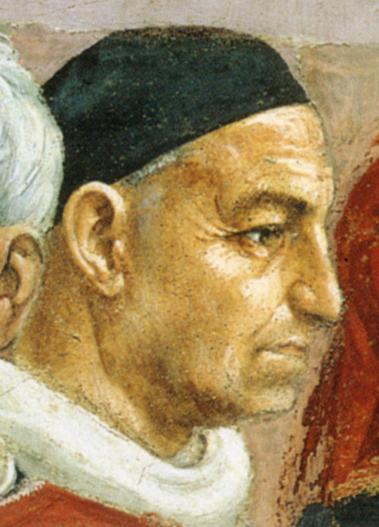
Branda Castiglione

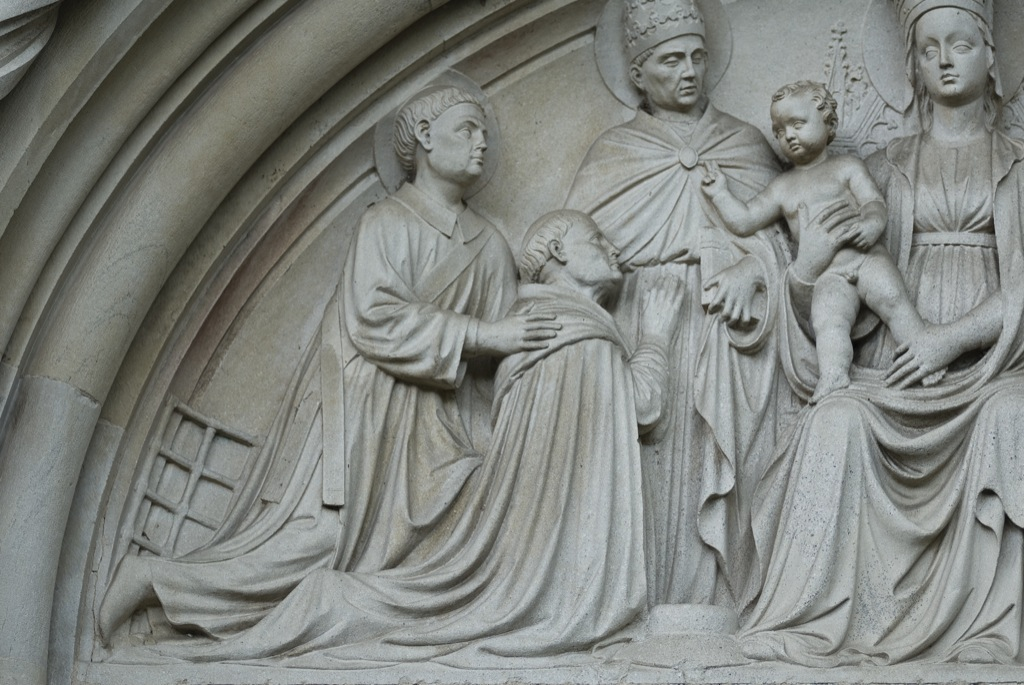
Kardinal Branda links kniend zu Füßen der Gottesmutter und des Gottessohnes (Tympanon der Stiftskirche in Castiglione Olona, 1428)

Branda Castiglione, manchmal auch Castiglioni, (auch Branda da Castiglione; * vor 1360 in Mailand; † 3. Februar 1443 in Castiglione Olona) war ein italienischer Humanist, Kardinal und päpstlicher Legat, der in der ersten Hälfte des 15. Jahrhunderts in weiten Teilen Europas tätig war. Er zeichnete sich durch humanistische Gelehrsamkeit, Redegabe, diplomatisches Geschick und kirchlichen Reformeifer aus; zugleich tat er sich als Freund und Mäzen von Wissenschaft und Kunst hervor.

## Leben
Er studierte in Pavia Zivil- und Kirchenrecht und schloss seine Studien 1389 mit dem Doktor beider Rechte ab. Seine religiöse Entwicklung wurde durch die böhmische Devotio moderna beeinflusst, als in den 1390er Jahren führende Vertreter dieser Reformrichtung nach Italien kamen; hierbei lernte er wohl auch Gedanken des Reformpredigers Konrad von Waldhausen (1325–1369) kennen.
Seit 1389 kam er in diplomatischer Mission im Auftrag von Gian Galeazzo Visconti mit dem Papst in Kontakt. Vin 1392 bis 1405 ist er als päpstlicher Kaplan und Auditor an der Rota Romana nachgewiesen. 1404 wurde er Bischof von Piacenza, 1409 allerdings von Gregor XII. abgesetzt. 1412 wurde er Bischof und Graf von Veszprém (Weißenbrunn/Ungarn). Seit 1411 Kardinalpriester von San Clemente, war er päpstlicher Legat in Ungarn (seit 1410) und in Germanien (ab 1413). Im Gefolge König Sigismunds reiste er viel in Deutschland, Ungarn und Polen. Er nahm auch an den Konzilien von Pisa (1409), Konstanz (1414–1418) und Basel (1431–1445) teil. Dabei ging es ihm immer wieder um die Einheit der Christenheit, sowohl in Hinblick auf das päpstliche Schisma als auch auf die Ostkirche. Er war die treibende Kraft hinter den Kreuzzügen gegen die Hussiten und ernannte Nikolaus von Dinkelsbühl 1421 zum offiziellen Hussitenkreuzzugs-Prediger. 1421 zum Reformator generalis für ganz Deutschland ernannt, erstrebte er eine Reform des Klerus und der religiösen Lebensführung. Kardinal Branda entwarf Reformstatuten, die Grundlage für Kirchen- und Klosterreformen sein konnten (wie sie dann etwa im Kloster Pillenreuth realisiert wurden).
Im Alter von über 70 Jahren  begann er 1423 mit einer regen Bautätigkeit in seinem Heimatort Castiglione, wozu er bedeutende Künstler heranzog. Castiglione ist bis heute davon geprägt. Zugleich engagierte er sich für Bildung sowie soziale Förderung durch Gründung des Collegio Branda an der Universität Pavia und durch die Errichtung von Schulen und Armenhilfen in seinem Heimatort. Am 14. März 1431 wurde er zum Kardinalbischof des suburbikarischen Bistums Porto-Santa Rufina ernannt. Im Jahr 1433 saß er einem Partikularkonzil vor, das der Herzog von Mailand einberufen hatte. Am 29. Januar 1440 wechselte er auf den suburbikarischen Bischofssitz von Sabina, den er bis zu seinem Tode innehatte.
Kardinal Branda starb 1443 hochbetagt und wurde in der Kirche von Castiglione beigesetzt, wo sein Grabmal überdauert hat.